# Kenny Harrison
Kerry Lorenzo Harrison, detto Kenny (Milwaukee, 13 febbraio 1965), è un ex triplista statunitense, campione olimpico della specialità ad Atlanta 1996 e campione mondiale a Tokyo 1991.

## Biografia
Kenny Harrison frequentò l'Università statale del Kansas, per cui vinse tre titoli NCAA nel salto triplo, record della scuola. Prima di allora aveva frequentato il liceo Brookfield Central di cui detiene tuttora i record del lungo e del triplo.
Campione mondiale nel 1991, non riuscì a partecipare ai Giochi olimpici di Barcellona 1992 per infortunio, ma si rifece quattro anni più tardi, conquistando l'oro con il suo record personale di 18,09 m. Questo salto è ancora oggi il più lungo di sempre con vento contrario (2º è Jonathan Edwards con 17,79 m). Harrison ha anche vinto due ori ai Goodwill Games.
Ha ottenuto la miglior prestazione stagionale nel 1990, 1991 e 1996.

## Palmarès
| Anno | Manifestazione  | Sede      | Evento       | Risultato | Prestazione | Note            |
| ---- | --------------- | --------- | ------------ | --------- | ----------- | --------------- |
| 1987 | Universiadi     | Zagabria  | Salto triplo | Argento   | 17,07 m     |                 |
| 1991 | Mondiali        | Tokyo     | Salto triplo | Oro       | 17,78 m     |                 |
| 1993 | Mondiali        | Stoccarda | Salto triplo | 10º       | 17,06 m     |                 |
| 1996 | Giochi olimpici | Atlanta   | Salto triplo | Oro       | 18,09 m     | Record olimpico |
| 1997 | Mondiali        | Atene     | Salto triplo | 9º        | 17,05 m     |                 |